# Mirco Di Tora
Mirco Di Tora (né le 19 mai 1986 à Ferrare) est un nageur italien, spécialiste du dos.

## Biographie
En mai 2012, il remporte la médaille d'or et le record national italien lors de la dernière épreuve des Championnats d'Europe à Debrecen, lors du relais 4 × 100 m quatre nages.